# Wielistowska Struga
Wielistowska Struga – struga posiadająca swoje źródła koło wsi Wielistowo i przepływająca przez obszar gminy Łęczyce oraz przez miejscowości Wielistowo i Godętowo, a uchodząca do Węgorzy. 
Ciek wodny znany przez miejscową ludność pod nazwą "Wielistowska Struga". Nazwę tę zastosowano po raz pierwszy oficjalnie w rozporządzeniu z 2002 roku.
W latach sześćdziesiątych XX wieku na skutek błędów na strugę tę została przeniesiona nazwa "Węgorza". Nazwa "Węgorza" jest niezgodna z dokumentami archiwalnymi oraz z rozporządzeniem do ustawy znoszącym nazwy niemieckie i wprowadzającym na ich miejsce nazwy polskie.